# Ношак
Ношак (7492 м) — гора, найвища точка Афганістану, хоча її східний та південний схили належать Пакистану. Розташована в північно-східній частині Афганістану і є другою за висотою в системі Гіндукуш після Тірич-Міра та 52 у світі. Ношак також найзахідніша із гір висотою понад 7000 м.
Перше сходження на гору було здійснене у 1960 з пакистанської сторони японцями Тошиакі Сакаї та Горою Івацубо, а у 1973 році польська експедиція Тадеуша Пйотровского та Анджея Завади покорила гору зимою, що стало першим зимовим сходженням на гору вище 7000 м. 19 липня 2009 р. на Ношак вперше зійшла афганська експедиція.